# Österreich-Rundfahrt 2006
Die 58. Österreich-Rundfahrt begann am Montag, 3. Juli 2006 in Gars am Kamp und endete nach sieben Etappen mit insgesamt 1042 km am Sonntag, 9. Juli am Wiener Rathausplatz.
Mit Ursula Riha übernahm zum ersten Mal eine Frau die Position der Gesamtleitung der Rundfahrt.
Der Amerikaner Tom Danielson vom Team Discovery Channel konnte die Rundfahrt gewinnen, nachdem er auf der vorletzten Etappe den bis dahin führenden Österreicher Christian Pfannberger aus der Mannschaft Elk Haus-Simplon beim Zeitfahren distanzieren konnte. Pfannbergers Landsmann und Teamkollege Thomas Rohregger gewann die Bergwertung, Florian Stalder von Phonak Hearing Systems die Sprintwertung. Die Punktewertung ging an den zweimaligen italienischen Etappensieger Danilo Napolitano aus der Mannschaft Lampre-Fondital. Die Mannschaftswertung konnte das irische Team Tenax Salmilano für sich entscheiden.
Im Zuge der Ermittlungen im Fall um den US-Amerikaner Lance Armstrong gestand der Sieger der Rundfahrt, Danielson, in den Jahren 2005 und 2006 mit Epo, Wachstumshormonen, Testosteron, Kortison und Eigenblut-Transfusionen gedopt zu haben. Daraufhin wurden ihm der Titel als Rundfahrtsieger aberkannt.

## Etappen
| Etappen   | Tag     | Start – Ziel                           | km  | Etappensieger         | Gelbes Trikot         |
| --------- | ------- | -------------------------------------- | --- | --------------------- | --------------------- |
| 1. Etappe | 3. Juli | Gars am Kamp – Gars am Kamp            | 146 | Danilo Napolitano     | Danilo Napolitano     |
| 2. Etappe | 4. Juli | Linz – Salzburg                        | 188 | Fabio Baldato         | Fabio Baldato         |
| 3. Etappe | 5. Juli | Salzburg – Kitzbüheler Horn            | 196 | Christian Pfannberger | Christian Pfannberger |
| 4. Etappe | 6. Juli | Kitzbühel – Prägraten am Großvenediger | 182 | Pieter Ghyllebert     | Christian Pfannberger |
| 5. Etappe | 7. Juli | Wolfsberg – Graz                       | 170 | Danilo Napolitano     | Christian Pfannberger |
| 6. Etappe | 8. Juli | Podersdorf (EZF)                       | 31  | László Bodrogi        | Tom Danielson         |
| 7. Etappe | 9. Juli | Podersdorf – Wien Rathausplatz         | 129 | Fabrizio Guidi        | Tom Danielson         |